# Mamedkala
Mamedkala (in russo Мамедкала?) è un insediamento di tipo urbano della Russia situato nel Daghestan. Fa parte del distretto Derbentskij. 
L'insediamento si trova 20 km a nord-ovest della città di Derbent e a 6 km dalla costa del Mar Caspio.